# جون-باول دوارتي
جون-باول دوارتي (بالإنجليزية: John-Paul Duarte)‏ هو لاعب كرة قدم بريطاني في مركز الهجوم، ولد في 13 ديسمبر 1986 في جبل طارق في المملكة المتحدة. شارك مع منتخب جبل طارق لكرة القدم. أما مع النوادي، فقد لعب مع مانشستر 62 ونادي لينكولن ريد إيمبس.

## وصلات خارجية
- جون-باول دوارتي على موقع الاتحاد الأوربي (الإنجليزية)
- جون-باول دوارتي على موقع قاعدة بيانات كرة القدم.إي يو (الإنجليزية)
- جون-باول دوارتي على موقع ناشيونال فوتبول تيمز (الإنجليزية)